# Parafia Ducha Świętego w Opolu-Winowie
Parafia Ducha Świętego – rzymskokatolicka parafia położona przy ulicy ks. Franciszka Duszy 7 w Opolu-Winowie. Parafia należy do dekanatu Opole-Szczepanowice w diecezji opolskiej.

## Historia parafii
Parafia została erygowana 2 sierpnia 1987 roku przez wyodrębnienie z parafii św. Józefa w Opolu-Szczepanowicach. W parafii istnieje Centrum Ruchu Szensztackiego dla diecezji opolskiej i gliwickiej.
Proboszczem parafii jest ksiądz Eugeniusz Ploch. 

## Zasięg parafii
Parafię zamieszkuje 680 mieszkańców, zasięgiem duszpasterskim sprawuje opiekę nad kaplicą w klasztorze Szensztackiego Instytutu Sióstr Maryi oraz kaplicą w Sanktuarium Szensztackim "Coenaculum".

## Duszpasterze

### Kapłani po 1945 roku
- ks. Marcin Ogiolda,
- ks. Waldemar Klinger[1].